# Berthe Sylva
Pour les articles homonymes, voir Berthe et Sylva.
Berthe Francine Ernestine Faquet dite Berthe Sylva, est une chanteuse française, née le 7 février 1885 à Lambézellec,, aujourd'hui quartier de Brest, et morte le 24 mai 1941 à Marseille.

## Biographie
Fille de Joseph Faquet (1860-1946), marin, et d'Anne Poher (1863-1923), couturière, Berthe Faquet aurait passé son enfance à Brest avant de se faire employer comme femme de chambre. Elle y rencontre Yves Tillenon (1884-1943), d'un an son aîné, originaire de Lannilis, étudiant alors au lycée Saint-François de Lesneven et futur poète, écrivain et nationaliste breton. Elle quitta Brest en 1900 pour devenir femme de chambre à Saumur. En 1901, âgée de seulement seize ans, elle met au monde Albert Henri Joseph Faquet dit Henri (1901-1975) puis Émilienne Faquet (1902-1951), tous deux, de père inconnu.  Vers 1910, elle alla à Paris où sa carrière de chanteuse débuta. En 1926, elle  vit avec ses deux enfants à Épernay.

## Carrière musicale
Elle se serait mise à la chanson vers 1908. De ses débuts, on ne possède pas beaucoup de témoignages, excepté une interview où elle évoque des voyages en Amérique du Sud, en Russie, en Roumanie et en Égypte. Elle aurait débuté sur les planches du Casino Saint-Martin fin 1908, en reprenant La Marche Fière, de Karl Ditan. Elle reste pendant plusieurs années sur cette scène, puis sur celle du Casino Montparnasse. Elle interprète notamment Fioretta d'Amore, Les Braves Gens de la nuit, Les grognards qui passent ou encore Eh ! Ha ! fin 1911,,, puis elle est embauchée au Casino de Montmartre. Mais la collaboration avec Bernard, le patron de cette salle, se termine mal. Alors qu'elle était en pleine représentation, deux de ses robes furent volées, pour une somme de 900 francs de l'époque, soit environ 10.000 € du XXIe siècle. Elle assigna le propriétaire en justice, mais fut déboutée.
Elle fait ensuite une carrière très remarquée fin 1912 à Alger où elle chante au Casino Music-Hall. Elle y obtient un certain succès avec un Chant en l'honneur des morts de l'Armée d'Afrique. Rentrée à Paris en novembre 1912, elle se rend de nouveau à Alger début 1913 pour le Festival de la Presse, puis en décembre de la même année. Pendant la guerre, de retour en métropole, elle s'engage auprès d'une troupe aux côtés d'Eugénie Buffet, du chansonnier aveugle René de Buxeuil, du parolier Jean Deyrmon et de l'acteur Édouard de Max. L'œuvre La Chanson aux blessés est interprétée notamment en octobre 1915 auprès des soldats au Cercle du Soldat à Paris,. Une photo prise pendant la Première Guerre mondiale en témoigne.
En 1928, Berthe Sylva se produit au Caveau de la République. L'accordéoniste et compositeur Léon Raiter la remarque et lui propose de passer à l'antenne de Radio Tour Eiffel, où elle se produit, occasionnellement au moins, jusqu'en 1937, si l'on s'en réfère aux programmes radio de l'époque. C'est grâce à Léon Raiter, l'auteur des Roses blanches, qu'elle se met à enregistrer, tout d'abord chez Idéal puis chez Odeon, firme pour laquelle elle a gravé en tout près de 250 titres pour de bien maigres profits.
Le succès est foudroyant. Le Raccommodeur de faïence, enregistré en 1929, se serait vendu à 200 000 exemplaires en deux ans. Les tournées en province se multiplient. À Paris, on l'entend au concert Pacra, à l'Européen, au Bataclan, à la Gaîté-Montparnasse, mais les salles les plus prestigieuses la boudent. Elle partage un moment l'affiche avec Fred Gouin, chanteur très prolifique en enregistrements (450 faces de 78 tours pour Odeon entre 1927 et 1935), aujourd'hui tombé dans l'oubli. Elle grave avec lui des duos tels Ferme tes jolis yeux (1932) et Un soir à La Havane (1933). Leur relation est passionnelle.
Quelques anecdotes d'une authenticité plus ou moins douteuse jalonnent le parcours flamboyant de Berthe Sylva. En 1935, ses admirateurs marseillais lacèrent les banquettes de l'Alcazar, où elle joue à guichets fermés au début de la guerre, et enfoncent la porte de sa loge. En 1936, à l'enquête « quelle est votre chanteuse préférée ? », une majorité de jeunes filles entre 13 et 15 ans répondent « Berthe Sylva ». Une autre source mentionne un passage sur Radio-Toulouse en 1925 qui lui aurait valu 16 000 lettres d'admirateurs.
L'une de ses dernières présentations sur les ondes date de mai 1940, avec un passage chanté sur Radio-Lyon. Sur scène, un dernier tour de piste lui est offert à Lyon, en novembre de la même année, au Grand Palais.
Berthe Sylva se fixe à Marseille au moment de l'armistice de 1940. Le chanteur Darcelys y fut l'un de ses amis les plus fidèles. 

### Vie privée

#### Famille
Par son arrière-grand-père maternel Guillaume Poher (1804-1883), elle est une cousine issue de germains d'Alain Poher, qui fut président du Sénat et président de la République française par intérim à deux reprises entre 1969 et 1974.

#### Mort
Elle meurt à l'âge de 56 ans le 24 mai 1941 à Marseille, minée par la boisson et la pauvreté. Fred Gouin fut très affecté par la perte de son amante et amie. Il prit le maquis durant les années de guerre, puis quitta le monde de la chanson pour se reconvertir dans le commerce des frites. 
Sa maison de disques finance des obsèques auxquelles seuls quelques amis assistent. Elle est inhumée au cimetière Saint-Pierre de Marseille. L'emplacement de sa sépulture a été repris par l'administration.

## Reconnaissance
Les légendes entourant Berthe Sylva auraient été créées de toutes pièces ou à partir d'extrapolations journalistiques de faits réels après sa disparition. La diffusion de ces légendes fut facilitée par le fait qu'on ne possède quasiment aucun témoignage solide de nature biographique et par l'absence de documents cinématographiques. 
Si l'on relativise l'importance de ses prestations sur scène, l'immense succès de Berthe Sylva est avant tout lié à ses nombreux enregistrements.
Sa voix se marie très bien avec la technologie en plein essor du microphone et de l'enregistrement électrique. Son registre vocal étendu, la qualité de son interprétation, tantôt pathétique, tantôt enjouée, son physique ingrat de femme meurtrie par la vie furent les clefs du succès qu'elle connut de son vivant. Sa discographie puise à toutes les sources, sauf américaines : succès anciens des années 1900, succès d'opérette comme de cabaret, chanson réaliste, musette, musiques de films à grand succès. Berthe Sylva excelle dans la chanson narrative.
Après sa disparition, on retiendra d'elle les chansons qui racontent non pas les bluettes et les joies du bal, mais celles qui dénoncent la misère, l'injustice, l'enfance blessée, la perte d'un être cher, la désillusion et l'échec sentimental.
Il faut noter que les « masters » d'un grand nombre de ses enregistrements des années 1930 ont été conservés et ont pu permettre des rééditions d'une très bonne qualité sonore. Encore aujourd'hui, il se vend chaque année un nombre non négligeable de ses enregistrements.

### Odonymie
Des rues portent son nom à Brest, Marseille et Guilers.

## Discographie partielle
1926
- Les Roses blanches (paroles Charles-Louis Pothier ; musique Léon Raiter) ; enregistrement de référence 1937, Orchestre Albert Valsien, Méridian

1928
- Fleur de musette, (René-Paul Groffé / Marius Zimmermann) / La Chanson de l'accordéon, (René-Paul Groffé / Albert Evrard)  78 tours / SP 25 cm Idéal 8721
- Tout au bord de la Marne, (René-Paul Groffé / Marius Zimmermann) / Il y a une fille dans la maison, (René-Paul Groffé / Marius Zimmermann)  78 tours / SP 25 cm Idéal 8723

1929
- Rien ne vaut tes lèvres, (Pierre Bayle / Elvaury / Jean Eblinger) / C'est un petit nid, (René-Paul Groffe / Jean Eblinger)  78 tours / SP 25 cm Idéal 9073
- Fleur de la Riviera, (Fernand Pothier / Léon Raiter) / Le Tango du chat, (Léon Raiter / Vincent Scotto)  78 tours / SP 25 cm Idéal 9131
- Le Raccommodeur de faïence et de porcelaine, (Raoul Soler / André Dedcoq).
- Adieu Paris (Adios muchachos), (Julio Cesare Sanders /Lucien Boyer) / À Paname un soir, (Casimir Oberfeld / Charles-Louis Pothier) 78 tours / SP 25 cm Odeon 165.871
- Celosa (Si je pouvais n'avoir plus d'yeux), (Léo Daniderff / Henri Fursy).
- J'ai compris, (Louis Poterat / Jean Lenoir).
- Quand même, (Jean Eblinger / Pierre Bayle).
- Cigalounette, (Pierre Bayle / Max d' Yresne).
- Mélodie d' amour, (Louis Despax / Vincent Scotto).
- Désir, (Manfred / Marcel Bertal / Louis Maubon).
- Dolorita, (Paula Chabran / Paula Chabran).
- La Batarde, (Charles Bouvet / Grime / Charles Guindani / Georges Charton).

1930
- Fleur de misère, (Emile Spencer / Léon Stollé).
- Désir, (Marcel Bertal / Louis Maubon / Avenir H. Monfred) / Dolorita, (Paula Chabran / Paula Chabran) 78 tours / SP 25 cm Odeon 165.942
- La vieille auberge, (René-Paul Groffé / Marius Zimmermann) / Bonhomme Noël, (Louis Izoird / Léon Raiter) 78 tours / SP 25 cm Odeon 165.943
- Mais je t'aime (Laurent Halet / Roger Vaysse) / Séparation, (Paula Chabran / Roger Vaysse) 78 tours / SP 25 cm Odeon 238.006
- Frou-Frou (Hector Monréal / Henri Blondeau) (Henri Chatau). 78 tours / SP 25 cm Odeon 238.008
- Cœur de voyou, (Emile Spencer / Léon Stollé / Paul Halvy). 78 tours / SP 25 cm Odeon 238.008
- C'est mon gigolo, (Leonello Casucci / André Mauprey).
- Le Tango des fauvettes, (César Andréa Bixio / Robert Marino).
- Musette, (Léojac / René Flouron).
- J'ai peur, (Jean Eblinger / Louis Despax).
- C'est pour Raymond, (Charles Seider / Manuel Puig) / Marida, (Aristide Bruant / Jane Bos)  78 tours / SP 25 cm Odeon 238.057
- Maruska, (Auberd / Dino Rulli)
- Mais quand le cœur dit oui, (René Sylviano / Phylo (Marnois) / Jean Boyer) / Je n'ai qu'un amour, c'est toi, (Jean Boyer / René Sylviano / Wolfgang Zeller) 78 tours / SP 25 cm Odeon 238.194
- Folie, (Mario Cazes / Pierre Alberty).
- Rôdeuse de barrière, (René de Buxeuil / Pierre Alberty) / Rupture, (Leojac / Pierre Alberty) 78 tours / SP 25 cm Odeon 238.235
- Une larme, (A. Sale / Marc Hely).
- Détresse, (Jean Charpentier / Emanuele Biletta).
- Petite fleur, (Fernand Pothier / Léon Raiter).
- Ah quel crâneur !, (Gaston Gabaroche / Phylo (Marnois) / Louis Briquet).
- Tango d'adieu, (Géo Koger / Léon Raiter).
- Ce sont des mots, (Joseph (Jeo) Gey / Elvaury).
- Ohé les petits bateaux, (René-Paul Groffé / Jean Eblinger).
- Novia, (A. Aubret / A. Perrera).
- Roule ta bosse, (Betove / Gantillon).
- La vira, (Philippe Goudard / Mario Cazes).
- Adoration (Mario Cazes / Michel Carré / Georges Sibre / Philippe Goudard).
- Aimer, souffrir, mourir, (Mario Cazes / Philippe Goudard / Georges Sibre).
- Celle que vous attendez, (Jean Lenoir / Tom Burke).
- Les Yeux des femmes, (Fernand Beissier / Jean Delaunay).
- Lassitude, (Bruard / Parrisé / René de Buxeuil).
- Par toi, (Vincent Telly / Marcel Learsi).
- Tu me dis non, (W. Roson / André Mauprey).
- Valsons Lison, (Roger Dufas / Roger Dufas).
- Te revoir un soir, (Charles Seider / René Margand / Manuel Puig / Fredo Gardoni).
- La Berceuse de la vague, (René-Paul Groffé / Joseph (Jeo) Gey).
- La Chanson du vieux marin, (Pierre Andrieu / Léo Daniderff).
- Boublitchki, (Jean Lenoir / Barthel / Harsanyi).
- Jamais, (Mario Cazes / Philippe Goudard / Michel Carré).
- Ce n'est qu'une caresse, (Léo Sevestre / Albert  Béguin).
- La Valse des affranchis, (Roger Vaysse / J. Tem / Vincent Scotto).
- La Java des ombres, (Roger Vaysse / Vincent Scotto).
- Boston suprême, (Mario Cazes / Philippe Goudard / Michel Carré).
- Veux-tu m'aimer, (Louis Poterat / Roger Vaysse / Lucien Kemblinsky)
- Quand je danse avec lui, (Jean Eblinger / Louis Despax).
- Regarde-moi.

1931
- Tu m'oublieras, (Henri Diamant-Berger / Jean Lenoir) / La Douceur d'aimer, (Pierre Maudru / Henri Verdun) 78 tours / SP 25 cm Odeon 238.352
- Les mots ne sont rien par eux-mêmes (W.H. Heymann / Jean Boyer). 78 tours / SP 25 cm Odeon 238.353
- Veux-tu, (Robert Champfleury / Pierre Bayle / R. Xilser / Roger Lion).
- La vie est un rêve, (Pierre Maudru / Albert Chantrier).
- La Femme à la rose, (Gaston Gabaroche / Charles-Albert Abadie).
- C'est sa java, (Emile Gavel / Jules Combe / René Margand).
- Chantez, dansez, petits enfants.
- C'est un tout petit, (Emile Gavel / M. Guitton).
- Lorsque je vois tes yeux, (E. Egloff / P. Brébant).
- Toi seulement toi, (Émile Audiffred / Ernest Arnold).
- Le Cœur de Jeannette, (René de Buxeuil / P. Chagnaut).
- Tarakanova, (Raymond Bernard / André Roubaud).
- Ta voix, (E. Recagno / Roger Dumas).
- Pourquoi nous dire adieu, (Marc Hely / Jane Bos).
- La Fortune, (Pierre Alberty / Alcib Mario).
- Sérénade des fleurs, (Didier Gold / Mario Cazes).
- Je veux te donner toutes mes caresses, (Pierre Alberty / Désiré Berniaux / F. Giai-Levra).
- Le p'tit gars, Perrette et le pot au lait (Jac Nam / Jac Nam).
- Le Moulin rose, (Gaston-Louis Villemer / Paul Henrion).
- Bonté de gosse, (P. Thomas / Pierre Codini).
- Tout est permis quand on rêve, (W.H. Heymann / Jean Boyer).
- Si l'on ne s'était pas connu, (Léo Lelièvre fils / Pares / Georges Van Parys) / Tu ne m'oublieras pas ? (Raoul Moretti / Lucien Boyer) 78 tours / SP 25 cm Odeon 238.980
- Du gris, paroles d'Ernest Dumont, musique de Ferdinand-Louis Bénech (1920, sans cotage).
- Sous les toits de Paris (du film de René Clair), (Raoul Moretti / René Nazelles).
- Amoureuse de la tête aux pieds (du film L'Ange bleu (F. Hollander / Poterat) : Ich bin von Kopf bis Fuß auf Liebe eingestellt) chantée par Marlene Dietrich.
- Tu ne sais pas aimer, (Guy Zoka / Maurice Aubret).
- Souvenir, (Charles Pothier / Léon Reiter).
- Il est un petit nid, (Raymond Souplex / Fernand Heintz).
- Viens, maman, (Léojac / Maisondieu / Charles Pothier).
- La légende des flots bleus, (Paul Dalbret / Henri Christiné / Raoul Le Peltier)
- Adoration, (Mario Cazes / Philippe Goudard).
- Le Petit Marchand de statuettes, (Roberty / Ernest Cloerec-Maupas / L. Folver).
- Tes Roses, (D. Stroëva / A. Salabert / Robert Champfleury / Pierre Bayle).

1932
- La Voix de maman (C. Fortin/ René de Buxeuil).
- Mousmé d'amour (duo avec Fred Gouin), (Jules Combe / Armand Foucher / Albert Valsien).
- Ferme tes jolis yeux (duo avec Fred Gouin), (V. Thomas / René de Buxeuil).
- Les Tisseurs de rêves, (René de Buxeuil / Raoul Le Peltier).
- Rends moi mon papa, (Chandon / Louis Izoird).
- Fini... la chanson d'amour (Jean Eblinger / Louis Despax).
- Les Clochards, (Jean Eblinger / Lucien Boyer).
- Musette-java, (Alcib Mario / René Flouron).
- Le Tango de Paris, (Henri Verdun / Pierre Maudru) / Seuls tous les deux (Roger Dumas / E. Recagno) 78 tours / SP 25 cm Odeon 250.222
- Ce n'est qu'une poupée, (Louis lzoird / J. Chandon).
- Soir de détresse, (Louis lzoird / Dommel).
- Les Poupées de minuit, (René de Buxeuil / Suzanne Quentin).
- Le Jouet, (Gaston Gabaroche / Charles-Albert  Abadie).
- Lettre enfantine, (B. Boussignol / F. Bossayl).
- Gosse de misère, (René Flouron / Dequin).
- Pourquoi douter de mon cœur ?, (Suzanne Quentin / René Cocheux)
- La Valse du pavé, (Jean Lenoir / Raoul Leblond).
- Pays des gondoles, (Fred Dolis / P.J Milli).
- La Valse viennoise, (Armand Foucher / René de Buxeuil).
- Dans la nuit, (M. Lupin / Berniaux).
- Monte-Carlo, (Geo Koger / Léon Raiter).
- Les Mots d'amour, (René Sarvil / Vincent Scotto).
- Nocturne-java, (Larorre / Roger Vaysse / J. Tem).
- Grisante folie, (Léon Raiter / Jean Teck / Florius).

1933
- Le Clown et l'enfant, (E. Leclere / E. Leclere).
- Lilas-blanc, (Théodore Botrel / Théodore Botrel).
- Les Mômes de la cloche, (Decaye / Vincent Scotto).
- Viens danser quand même, (Janblan / Jean Delettre).
- Le Petit Ballon rouge, (Louis Bousquet / Henri Mailfait / Louis Izoird).
- Amour nouveau, (Pierre Alberty / Alcib Mario).
- Tu joues si bien la comédie, (Jean Romani / Chaura).
- Petite Ourida, (Raoul Le Peltier / Albert Valsien).
- Éperdument, (Pierre Alberty / Alcyb Mario).
- Les Trois Gosses, (Louis Bousquet / Louis Byrec).
- Les Fleurs du pays, (Louis Despax / Pierre Codini).
- La Java de Loulou, (Geo Koger / Vincent Scotto).
- Quand tu me dis je t'aime, (P. Manaut / E. Emmerechts).
- Tu devrais m'aimer autrement, (P. Manaut / Jean Lenoir).
- Le Petit Marchand de statuettes, (Roberty / Ernest Cloerec-Maupas / L. Folver) / Voilà l' marchand d' habits, ( L. Folver / H. Roberty / Ernest Cloerec-Maupas) 78 tours / SP 25 cm Odeon 166.628
- Berceuse tendre (duo avec Fred Gouin), (Léo Daniderff / Emile Ronn (Henri Lemonnier) / Un soir à la Havane (duo avec Fred Gouin), (Charles-Albert Abadie / Gaston Gabaroche / Gaston Claret) 78 tours / SP 25cm Odeon 166.629

1934
- Mon vieux pataud, (Raoul Le Peltier / Albert Valsien).
- Toute pâle, (Roland Gael / Vincent Scotto).
- Les Nocturnes, (Raoul Le Peltier / Gaston Gabaroche / Cluny).
- Puisque tu pars, (P. Maye / René-Paul  Groffe).
- Tout le long de Sebasto, (Jean Lenoir).
- L'Histoire de Ben-hur, (Louis Poterat / P. Sterman).
- Entre tes griffes, (Marguetite Perney / H. Joliot).
- Personne ?, (Maurice Aubret / Raoul Moretti).
- Ce n'est qu'un souvenir, (Pierre Bayle / Jean Eblinger).
- C'est une boutonnière, (Ameleti / Albert Valsien).
- Tu n'te souviens, (Armand Deligny / Albert Valsien).
- Dans les fortifs, (Robert Champigny / Ferdinand-Louis Benech / M. Piccolini).
- Le Tango des étoiles, (Max Vière / Gaston Jean).
- La Petite Maisonnette, (Max Vière / Gaston Jean).
- Mon lou, reviens, (Raoul Leblond / V. Marceau).
- Garde-moi sur ton cœur, (Raoul Leblond / V. Marceau).
- Comme un moineau, (Jean Lenoir / Marc Hély).
- Ce que je sens dans tes bras, (L. Quigars / Fernand Heitz).
- Amour, Chimère, (Elvaury / Jean Eblinger).
- Bonsoir Mam ' zelle, (Ferdinand-Louis Benech / Désiré Berniaux).
- Soirs de Paris, (Eugène Rimbault / Fernand Heitz).
- Tentation, (V. Aubin / Félix Marafioti).
- J'ai cru, (Jean Romani / Félix Marafioti).
- La Chaîne, (Emile Ronn (Henri Lemonnier) / Léo Daniderff).
- Les Yeux noirs', (Charlys / Charlys)
- Tous deux dans mon petit bateau, (Louis Charco / Henri Anis).

1935
- Le P'tit Boscot, (Vincent Scotto / Charles Xam / Emile Gitral) / Tout près de la source, (Gaston Jean / Max Vière) 78 tours / SP 25 cm Odeon 166.923
- On n'a pas tous les jours vingt ans, (Léon Raiter / Fernand Pothier) / Petite-Pierre, (Fernand Pothier / Pauline Lusseau / Léon Raiter) 78 tours / SP 25cm Odeon 166.959
- Joujou de Noël, (Charlys / Charlys).
- Polichinelle, (Charlys / Rousseau).
- Le soir sur la berge, (Lucien Rigot / Cesare Andrea Bixio).
- Seuls sur la mer, (Philippe Goudard / Elvaury / René Crocheux).
- Écoutez les voix qui chantent, (P. Arezzo / Raoul Le Peltier).

1936
- V'la l'marchand d'chiffons, (A. Pesenti / André Dedcoq / J. Pellyan).
- C'est un mauvais garçon, (Georges Van Parys / Jean Boyer).
- Le Conte de grand-mère, (Jean Martel / Jean Martel).
- Maman, (Maurice Yvain / Max Blot).
- Vivre autrement, (Jean Romani / B. Planchon).
- La chanson d'autrefois, (Marc Hély / José Jekyll).
- Chanson pour elle, (Robert Malleron / Joséguy).
- Sur notre vieux banc
- Ou sont tous mes amants ?, (Charlys / Maurice Vandair).
- Tel qu'il est, (Alexander / Charlys / Maurice Vandair).
- Toc toc, c'est moi, (A. Olivier / Roger Guttinguer).
- J'ai voulu retrouver, (Saint-Granier / Marguerite Monnot /Alec Rhégent).
- Je voudrais ne plus me souvenir, (A. Hanot / Albert Valsien / Marcel Learsi).
- J' veux être là mon p'tit papa, (J. Loysel / R. Marbot).
- Sur la lande bretonne, (Georges Zwingel / Pierre Bayle / J. Sieulle)

1937
- Arrêter les aiguilles (Si l'on pouvait arrêter les aiguilles), (Paul Dalbret / Briollet).
- Si tu reviens , (Saint-Giniez / Tiarko Richepin).
- Du soleil dans ses yeux, (Gaston Claret / Jean Nelly / Elvaury).
- Le Joli Fusil (chanson coquine), (Gumery / de Lylle / F. Bossuyt)
- Les Nuits, (Ernest Cloërec-Maupas / Denise Luciani).
- Les Yeux de maman, (Mario Berto / P.A Basso).
- La Madone aux fleurs, (Jean Vaissade / Latorre / Jean Martel / Roger Vaysse).
- La Dernière Berceuse, (Mario Basso / P.A Basso).
- Brouillards, (Vincent Scotto / Jean Rodor).
- Le Maître à bord, (Roger Dumas / Jean Rodor).
- Où est-il donc ? (Vincent Scotto / A. Descaye / Lucien Carol).
- La Rue ou l'on passe, (Joeguy / A. Julien).
- Aux amours de minuit, (Joeguy / A. Julien).
- La légende du Monastère, (Léojac / P. Brébant).
- J' attends le train des rêves, (Jean Lenoir / Maurice Aubret).
- Ohé ! les mamans ! ohé ! les papas, (Louis lzoiard / Jean Payrac / Elvaury).
- Le bouc à Naron, (Merry / Rieux / Matis).
- Au bal musette, (Vincent Telly / Pierre Codini).
- Tu rentres tard, (Jean Romani / Marcel Learsi / Albert Valsien).
- Un joli coin, (Roger Dumas / E. Recagno).
- Adieu, (Max Vière / Ghaura).
- Bagages, (Max Vière / A. Cidale / Homère Tuerlinx).
- Au revoir Malibu, (Jean Romani / Henry Bataille / Marcel Learsi / Albert Valsien).
- L' homme de ma vie, (Jean Barencey / Gaston Claret).
- Mêmes choses... mêmes serments, (Elvaury / René Crocheux).
- Mon village au bord de l'eau, (Marius Zimmermann / D'Anjou).
- Lers rêves bleus, (Jean Rodor / Joseph (Jeo) Gey).
- Titi, (Louis lzoird / Jean Payrac / Pierrefond / Elvaury).
- Dodinette, (Pierre Alberty / Rodolphe Herrmann).
- Le secret de Poupette, (Pierre Alberty / Alcib Mario).
- L' enfant de la misère, (M. Farbi / M. Farbi).
- Je sais si bien mentir, (Paulette Beyer / G. Togson).

1938
- Mon seul amour, (Homère Tuerlinx / Jean Romani).
- Redis-moi des mots tendres, (Michel Vaucaire / Jean Payrac / Albert Valsien).
- L' écho du violon, (Marc Duthyl / Gabriel Chaumette).
- Ne grondez pas les enfants, (José Mendeville / J. Zaccone).
- Faits-moi des p'tits bateaux, (Bonzo / M. Julien / Nino Nardini).
- Restez chez vous Mam' zelle
- Sa poupée
- Fais dodo grand-mère
- La vierge à la crêche
- La pluie, le vent, la neige, (Vincent Scotto / Emile Gitral / Jean Bertet).
- Pensez aux mamans, (Ernest Dumont / Eugene Gavel).
- Les Mamans, (Théodore Botrel / Paul Delmet).
- Pavillons blancs

1939
- La lettre dans le tricot, (Paul Marinier / Lucien Boyer / Dominique Bonnaud).
- Noël tragique, (Adolf Stanislas / Lucien Boyer).
- Chanson vécue, (Forgettes / Henri Christiné).
- À la porte, (Eugene Christen / Henri Christiné).
- Adieu Paris, (Lucien Boyer / Julio Cesare Sanders)